# Trichoniscoides catalonensis
Trichoniscoides catalonensis is een pissebed uit de familie Trichoniscidae. De wetenschappelijke naam van de soort is voor het eerst geldig gepubliceerd in 1965 door Schmoelzer.